# Manjola Nallbani
Manjola Nallbani (ur. 3 sierpnia 1969 w Tiranie) – albańska śpiewaczka operowa (sopran).

## Życiorys
W latach 1982–1986 uczyła się w klasie wokalnej liceum artystycznego Jordan Misja w Tiranie, a następnie na wydziale muzycznym Instytutu Sztuk w Tiranie, pod kierunkiem Hamide Stringi. Studia ukończyła w 1991 i rozpoczęła pracę solistki w Teatrze Opery i Baletu. Zadebiutowała w operze Rigoletto G. Verdiego. Trzykrotnie dotarła do finału Międzynarodowego Konkursu Wokalnego im. Tito Schipy (1989, 1992, 1993). Trzykrotnie wygrała festiwal Festivali i Këngës (1989, 1992, 1993). Od 2013 zasiada w jury tego festiwalu.
Od roku 1999 częściej występuje na estradzie w repertuarze folkowym.
W 1988 wystąpiła w filmie fabularnym Rikonstruksioni jako Zana. Za tę rolę została wyróżniona na Festiwalu Filmowym w Tiranie w roku 1989. W 1996 była finalistką Międzynarodowego Konkursu Wokalnego im. Titto Schipy.
Jest zamężna (mąż Sokol), ma dwie córki (Megi i Sindi).